# Руазель (кантон)
Руазель (фр. Roisel) — упраздненный кантон во Франции, регион Пикардия, департамент Сомма. Входил в состав округа Перонн.
В состав кантона входили коммуны (население по данным Национального института статистики за 2009 г.):
- Анкур (103 чел.)
- Берн (291 чел.)
- Виллер-Фокон (664 чел.)
- Врень-ан-Вермандуа (168 чел.)
- Гианкур-Солькур (127 чел.)
- Дриянкур (85 чел.)
- Льерамон (212 чел.)
- Лонгавен (88 чел.)
- Марке (219 чел.)
- Пёйи (101 чел.)
- Ронссуа (546 чел.)
- Руазель (1 792 чел.)
- Сорель (171 чел.)
- Тампле-ла-Фосс (145 чел.)
- Тампле-ле-Герар (204 чел.)
- Тенкур-Букли (393 чел.)
- Фен (277 чел.)
- Эдикур (512 чел.)
- Эзекур-ле-Бас (58 чел.)
- Эпеи (1 180 чел.)
- Эрвилли (180 чел.)
- Эсбекур (58 чел.)

## Экономика
Структура занятости населения:
- сельское хозяйство — 19,1 %
- промышленность — 28,8 %
- строительство — 4,5 %
- торговля, транспорт и сфера услуг — 23,1 %
- государственные и муниципальные службы — 24,4 %

## Политика
На президентских выборах 2012 г. жители кантона отдали в 1-м туре Марин Ле Пен 32,6 % голосов против 24,3 % у Франсуа Олланда и 21,5 у Николя Саркози, во 2-м туре в кантоне победил Олланд, получивший 54,0 % голосов (2007 г. 1 тур: Саркози  — 25,8 %, Сеголен Руаяль— 22,6 %; 2 тур: Саркози — 52,0 %). На выборах в Национальное собрание в 2012 г. по 5-му избирательному округу департамента Сомма они поддержали кандидата партии Новый центр, действующего депутата Стефана Демийи, получившего 40,9 % голосов в 1-м туре и 56,8 % голосов - во 2-м туре.
|  | Кандидат          | Партия                  | % голосов |
|  | ----------------- | ----------------------- | --------- |
|  | Мишель Булонь     | Социалистическая партия | 60,51     |
|  | Жан-Мишель Мартен | Правые партии           | 39,49     |